# 34A busz (Debrecen)
A debreceni 34A jelzésű autóbusz a Segner tér és  Felsőjózsa között közlekedett. Útvonala során érintette a Diószegi Sámuel Közép- és Szakképző iskolát, Agrár Tudományi Centrumot és az Árpád Vezér Általános Iskolát. Útvonala megegyezett a 34-es autóbuszéval, annyiban tér el, hogy csak a Segner térig közlekedett. A járatot a Debreceni Közlekedési Zrt. üzemeltette.
A járatok 3:50 és 23:15 között közlekedtek.

## Járművek
A viszonylaton Alfa Cívis 18 típusú csuklós buszok közlekedtek.

## Útvonala
| Segner tér– Felsőjózsa: | Felsőjózsa – Segner tér: |
| --- | --- |
| - Segner tér - Pesti utca - Böszörményi út - 35-ös út - Szentgyörgyfalvi út - Deák Ferenc utca - Felsőjózsai utca - Elek utcautca - Felsőjózsa | - Felsőjózsa - Rózsavölgyi utca - Felsőjózsai utca - Alkotás utca - Szentgyörgyfalvi út - 35-ös út - Böszörményi út - Pesti utca - Segner tér |

## Megállóhelyei
Az átszállási kapcsolatok között a 34-es busz nincsen feltüntetve!

| Perc (↓) | Megállóhely                                            | Perc (↑) | Átszállási kapcsolatok a járat megszűnésekor                                               |
| -------- | ------------------------------------------------------ | -------- | ------------------------------------------------------------------------------------------ |
| 0        | Segner tér végállomás                                  | 32       | 10, 10A, 10Y, 24, 25, 25Y, 32, 35, 35Y, 36, 42, 42Y, 45, 45H, 46, 46Y, 46E 2, 2A, 3, 3A, 4 |
| 2        | Pesti utca                                             | 30       | 22, 35, 35A, 35Y, 36, 36A, 351                                                             |
| 4        | Alföldi Nyomda                                         | ∫        | 22, 35, 35A, 35Y, 36, 36A, 351                                                             |
| 5        | Tűzoltóság                                             | 28       | 22, 35, 35A, 35Y, 36, 36A, 351                                                             |
| 7        | Füredi út                                              | 27       | 22, 35, 35A, 35Y, 36, 36A, 351                                                             |
| 8        | Kertváros                                              | 25       | 22, 35, 35A, 35Y, 36, 36A, 351                                                             |
| 10       | Agrártudományi Centrum                                 | 23       | 22, 35, 35A, 35Y, 36, 36A, 351                                                             |
| 12       | Békessy Béla utca                                      | 22       | 35, 35A, 35Y, 36, 36A, 351                                                                 |
| 13       | Árpád Vezér Általános Iskola                           | 20       | 35, 35A, 35Y, 36, 36A, 36Y                                                                 |
| 14       | Branyiszkó utca                                        | 18       | 35, 35A, 35Y, 36, 36A, 36Y                                                                 |
| 15       | Lóverseny utca (↓) Úrrétje utca (↑)                    | 17       | 35, 35A, 35Y, 36, 36A, 36Y                                                                 |
| 16       | Hangyás utca                                           | 16       | 35, 35A, 35Y, 36, 36A, 36Y                                                                 |
| 18       | Agrárgazdaság                                          | 14       | 35, 35A, 35Y, 36, 36A, 36Y                                                                 |
| 19       | Harstein kertek                                        | 13       | 35, 35A, 35Y, 36, 36A, 36Y                                                                 |
| 20       | 35-ös út                                               | 12       | 35, 35A, 35Y, 36, 36A, 36Y                                                                 |
| 22       | Rózsás Csárda (Deák Ferenc utca) (↓) Rózsás Csárda (↑) | 10       |                                                                                            |
| 23       | Deák Ferenc utca (↓) Szivárvány utca (↑)               | 8        |                                                                                            |
| 25       | Felsőjózsai utca                                       | 7        |                                                                                            |
| 27       | Elek utca (↓) Rózsavölgy utca (↑)                      | 5        |                                                                                            |
| 28       | Bondorhát utca                                         | 4        |                                                                                            |
| ∫        | Rózsavölgy utca 133.                                   | 3        |                                                                                            |
| 29       | Elek utca 147.                                         | ∫        |                                                                                            |
| ∫        | Rózsavölgy utca 175.                                   | 2        |                                                                                            |
| 30       | Felsőjózsa végállomás                                  | 0        |                                                                                            |